# New Roads
New Roads é uma cidade localizada no estado americano de Luisiana, na Paróquia de Pointe Coupee.

## Demografia
Segundo o censo americano de 2000, a sua população era de 4966 habitantes.
Em 2006, foi estimada uma população de 4838, um decréscimo de 128 (-2.6%).

## Geografia
De acordo com o United States Census Bureau tem uma área de
11,8 km², dos quais 11,8 km² cobertos por terra e 0,0 km² cobertos por água. New Roads localiza-se a aproximadamente 10 m acima do nível do mar.

## Localidades na vizinhança
O diagrama seguinte representa as localidades num raio de 24 km ao redor de New Roads.